# Boesenbergia vittata
Boesenbergia vittata är en enhjärtbladig växtart som först beskrevs av Nicholas Edward Brown, och fick sitt nu gällande namn av Ludwig Eduard Loesener. Boesenbergia vittata ingår i släktet Boesenbergia och familjen Zingiberaceae.
Artens utbredningsområde är Sumatera. Inga underarter finns listade i Catalogue of Life.